# Западный фронт (Первая мировая война, Россия)
За́падный фронт — общевойсковое оперативно-стратегическое объединение (фронт) Вооружённых сил Российской Империи в Первой мировой войне.
Полевое управление фронта образовано в августе 1915 года на базе полевого управления Северо-Западного фронта. На конец 1917 года штаб фронта находился в Минске. Фронт ликвидирован в начале 1918 года.

## Состав
- Полевое управление (штаб)
- 1-я армия (август 1915 — апрель 1916)
- 2-я армия (август 1915 — начало 1918)
- 3-я армия (август 1915 — июнь 1916, июль 1916 — начало 1918)
- 4-я армия (август 1915 — октябрь 1916)
- 10-я армия (август 1915 — начало 1918)
- Особая армия (август — сентябрь 1916, ноябрь 1916 — июль 1917)
- XXII отдельный армейский корпус — с 22 ноября 1917
- Польский отдельный стрелковый корпус — с августа 1917
- Отдельная морская бригада особого назначения

## Командующие войсками фронта
- 04.08.1915—18.08.1915 — генерал от инфантерии Алексеев, Михаил Васильевич
- 23.08.1915—11.03.1917 — генерал от инфантерии Эверт, Алексей Ермолаевич
- 03.1917 — генерал от инфантерии Смирнов, Владимир Васильевич
- 31.03.1917—23.05.1917 — генерал от кавалерии Гурко, Василий Иосифович
- 31.05.1917—30.07.1917 — генерал-лейтенант Деникин, Антон Иванович
- 31.07.1917—05.08.1917 — и. о. ГкВФ генерал-лейтенант Ломновский, Пётр Николаевич
- 05.08.1917—12.11.1917 — генерал от инфантерии Балуев, Пётр Семёнович
- 12.11.1917—11.1917 — подполковник Каменщиков, Василий Викторович
- 11.1917 — прапорщик Мясников, Александр Фёдорович

## Военный комиссарпри главнокомандующем армиями Западного фронта
- 15.07.1917—04.11.1917 — гражданин Жданов, Владимир Анатольевич

## Помощник военного комиссара при главнокомандующем армиями Западного фронта
- 15.07.1917—04.11.1917 — гражданин Моисеенко, Борис Николаевич